# Ronald Gómez Rodríguez
Ronald Daniel Gómez Rodríguez (San Miguel, El Salvador; 22 de septiembre de 1998) es un futbolista salvadoreño. Jugaba de defensa central y su equipo actual es el C. D. Águila de la Primera División de El Salvador. Es internacional absoluto por la selección de El Salvador desde 2021.

## Trayectoria
Rodríguez comenzó su carrera en el C. D. Águila de su país, donde jugó por seis temporadas.
El 19 de enero de 2022, fichó por el FC Tulsa de la USL Championship.

## Selección nacional
Rodríguez debutó por la selección de El Salvador el 5 de junio de 2021 contra Islas Vírgenes de los Estados Unidos.

## Estadísticas
Actualizado al último partido disputado el 11 de mayo de 2025
| Club Deportivo Águila · El Salvador                                       |               |               |     |    |   |    |    |     |     |    |
| 1.ª                                                                       | 2017          | 13            | 1   | -  | - | -  | -  | 13  | 1   |    |
| 1.ª                                                                       | 2017-18       | 34            | 1   | -  | - | 1  | 0  | 35  | 1   |    |
| 1.ª                                                                       | 2018-19       | 33            | 3   | -  | - | -  | -  | 33  | 3   |    |
| 1.ª                                                                       | 2019-20       | 14            | 2   | -  | - | 2  | 0  | 16  | 2   |    |
| 1.ª                                                                       | 2020-21       | 26            | 1   | -  | - | -  | -  | 26  | 1   |    |
| 1.ª                                                                       | 2021          | 6             | 0   | -  | - | -  | -  | 6   | 0   |    |
| Total club                                                                | Total club    | 126           | 8   | 0  | 0 | 3  | 0  | 129 | 8   |    |
| FC Tulsa Estados Unidos                                                   |               |               |     |    |   |    |    |     |     |    |
| 2.ª                                                                       | 2022          | 20            | 0   | 2  | 1 | -  | -  | 22  | 1   |    |
| Total club                                                                | Total club    | 20            | 0   | 2  | 1 | 0  | 0  | 22  | 1   |    |
| Club Deportivo Águila · El Salvador                                       |               |               |     |    |   |    |    |     |     |    |
| 1.ª                                                                       | 2023          | 17            | 2   | -  | - | -  | -  | 17  | 2   |    |
| 1.ª                                                                       | 2023-24       | 47            | 2   | -  | - | 3  | 0  | 50  | 2   |    |
| 1.ª                                                                       | 2024-25       | 40            | 7   | -  | - | 7  | 1  | 47  | 8   |    |
| 1.ª                                                                       | 2025-26       | -             | -   | -  | - | -  | -  | -   | -   |    |
| Total club                                                                | Total club    | 104           | 11  | 0  | 0 | 10 | 1  | 114 | 12  |    |
| Total carrera                                                             | Total carrera | Total carrera | 250 | 19 | 2 | 1  | 13 | 1   | 265 | 21 |
| (1) Incluye datos de la US Open Cup (2) Incluye datos de la Liga Concacaf |               |               |     |    |   |    |    |     |     |    |

### Selección nacional
| Selección                                  | Año                 | Partidos | Goles |
| ------------------------------------------ | ------------------- | -------- | ----- |
| El Salvador Sub-20                         |                     |          |       |
| 2017                                       | 1                   | 0        |       |
| El Salvador Sub-23                         |                     |          |       |
| 2019                                       | 1                   | 0        |       |
| 2021                                       | 2                   | 0        |       |
| Total en su carrera                        | Total en su carrera | 4        | 0     |
| El Salvador                                |                     |          |       |
| 2021                                       | 18                  | 0        |       |
| 2022                                       | 10                  | 0        |       |
| 2023                                       | 1                   | 0        |       |
| 2024                                       | 0                   | 0        |       |
| Total en su carrera                        | Total en su carrera | 29       | 0     |
| Estadísticas hasta el 15 de junio de 2023. |                     |          |       |

## Palmarés

### Títulos nacionales
| Título                          | Club         | País        | Año                |
| ------------------------------- | ------------ | ----------- | ------------------ |
| Primera División de El Salvador | C. D. Águila | El Salvador | 2018-19 (Apertura) |